# Văn hóa gia đình
Văn hóa gia đình, hay còn gọi là truyền thống gia đình, hay trong nhiều trường hợp còn được gọi nôm na là nếp nhà hoặc gia phong, được định nghĩa là tổng hợp các thái độ, quan niệm, lý tưởng và môi trường xã hội mà một cá nhân thừa hưởng, kế tục từ cha mẹ và ông bà tổ tiên.

## Sự vận hành văn hóa gia đình
Tác giả Halbwachs viết trong cuốn sách của mình như sau: "Trong ngôi làng Meare mang tính tập thể chỉ mở cửa cho các thành viên trong làng. Tuy nhiên những kỷ niệm này, giống như trong truyền thống tôn giáo của gia đình cổ xưa, lại không chỉ bao gồm một loạt các hình ảnh của cá nhân trong quá khứ. Đó đồng thời là những hình mẫu, những tấm gương và những yếu tố răn dạy con người. Chúng thể hiện những thái độ chung của tập thể; chúng không tái dựng lại lịch sử nhưng lại định hình bản sắc, đặc tính và các khuyết điểm của mình".

## Thành ngữ liên quan
| “ | Quốc có quốc pháp, gia có gia quy | ” |

| “ | Nhập gia tùy tục | ” |

## Trên phương tiện truyền thông đại chúng

### Phim truyền hình
Văn hóa gia đình là chủ đề chính của một số bộ phim truyền hình nổi tiếng trong thập niên 2000, có thể kể đến như:
- Những cô dâu nhà họ Khang (2000) -  Trung Quốc
- Danh Gia Vọng Tộc (2001) -  Trung Quốc
- Tình Mẹ (2006) -  Trung Quốc
- Những nàng công chúa nổi tiếng (2006) -  Hàn Quốc
- Gia đình là số một - Phần 1, 2 & 3 (2006–2012) -  Hàn Quốc
- Sóng gió gia tộc (2007) -  Hồng Kông
- Sức mạnh tình thân (2008) -  Hồng Kông
- Đời Sống Chợ Đêm (2009) -  Đài Loan

### Phim điện ảnh
- Ở Nhà Một Mình (1990) -  Hoa Kỳ
- Phù Thủy (2015) -  Hoa Kỳ - phim lấy bối cảnh một gia đình Công giáo ở phương Tây

### Âm nhạc
| Năm            | Tựa đề                | Sáng tác                                | Nghệ sĩ thể hiện                   | Ngày phát hành     | Thể loại       | Ghi chú |
| -------------- | --------------------- | --------------------------------------- | ---------------------------------- | ------------------ | -------------- | --- |
| 1998           | Niềm Vui Gia Đình     | Nhạc và lời: Hoàng Vân                  |                                    |                    |                | Được sử dụng làm ca khúc nhạc chủ đề trong chương trình Ở nhà chủ nhật (VTV3) giai đoạn 1998-2005                                                                             |
| 1999           | Ba Ngọn Nến Lung Linh | Ngọc Lễ                                 |                                    | 1999               |                | Được giới chuyên môn đánh giá là Ca khúc hay nhất về gia đình |
| Thập niên 1970 | Cho Con               | Nhạc: Phạm Trọng Cầu Lời: thơ Tuấn Dũng |                                    |                    | Nhạc thiếu nhi | Tác phẩm đã được đưa vào danh sách "50 bài hát thiếu nhi hay nhất thế kỷ XX" của báo Thiếu niên Tiền Phong và đoạt giải thưởng "bài hát hay nhất" của Đài tiếng nói Việt Nam. |
| 2025           | Nếp Nhà               |                                         | Hòa Minzy ft. Obito, Hứa Kim Tuyền | 8 tháng 5 năm 2025 |                | Nếp Nhà trên YouTube |